# South Lakeland
South Lakeland var mellan 1974 och 2023 ett distrikt i Storbritannien. Det låg i grevskapet Cumbria och riksdelen England, i den centrala delen av landet, 400 km nordväst om huvudstaden London. Distriktet hade 102 301 invånare.
Den 1 april 2023 blev det en del av den nya enhetskommunen Westmorland and Furness.

## Civil parishes
- Aldingham, Angerton, Arnside, Barbon, Beetham, Blawith and Subberthwaite, Broughton East, Broughton West, Burton-in-Kendal, Cartmel Fell, Casterton, Claife, Colton, Coniston, Crook, Crosthwaite and Lyth, Dent, Docker, Dunnerdale-with-Seathwaite, Egton with Newland, Fawcett Forest, Firbank, Garsdale, Grange-Over-Sands, Grayrigg, Haverthwaite, Hawkshead, Helsington, Heversham, Hincaster, Holme, Hugill, Hutton Roof, Kendal, Kentmere, Killington, Kirkby Ireleth, Kirkby Lonsdale, Lakes, Lambrigg, Levens, Lindale and Newton-in-Cartmel, Longsleddale, Lower Allithwaite, Lower Holker, Lowick, Lupton, Mansergh, Mansriggs, Meathop and Ulpha, Middleton, Milnthorpe, Natland, Nether Staveley, New Hutton, Old Hutton and Holmescales, Osmotherley, Over Staveley, Pennington, Preston Patrick, Preston Richard, Satterthwaite, Scalthwaiterigg, Sedbergh, Sedgwick, Skelsmergh, Skelwith, Stainton, Staveley-in-Cartmel, Strickland Ketel, Strickland Roger, Torver, Ulverston, Underbarrow and Bradleyfield, Urswick, Whinfell, Whitwell and Selside, Windermere, Witherslack.[2]